# L'Homme Chauve-Souris
L'Homme Chauve-Souris est un roman policier norvégien de Jo Nesbø, le premier de la série Harry Hole, publié en 1997 en norvégien par les éditions Aschehoug, et en 2003 publié pour la première fois en français par les Gaïa Éditions.
Ce livre a obtenu le Prix Riverton en 1997 et prix Clé de verre en 1998.

## Résumé
Une jeune Norvégienne est retrouvée morte au pied d’une falaise en Australie. 
L’inspecteur Harry Hole est envoyé sur place par sa hiérarchie, soucieuse de l’éloigner à la suite d'un événement tragique, pour assurer la liaison entre Oslo et la police locale. Plongé dans la culture aborigène alors qu’il est prié de rester en retrait de l’enquête, il tombe sous le charme d’une Suédoise et lui dévoile peu à peu son passé. Mais les meurtres sauvages se multiplient jusqu’à toucher Harry de près. 
Impliqué personnellement dans cette affaire, il se lance dans une traque acharnée, au risque de sombrer,.

## Éditions
- L'Homme chauve-souris, Gaïa Éditions, coll. Pollar, 2003, 384 pages  (EAN 9782847200133)
- L'Homme chauve-souris, Gallimard, coll. « Folio policier » no 366, 2005  (EAN 9782070447671)